# 페플로스

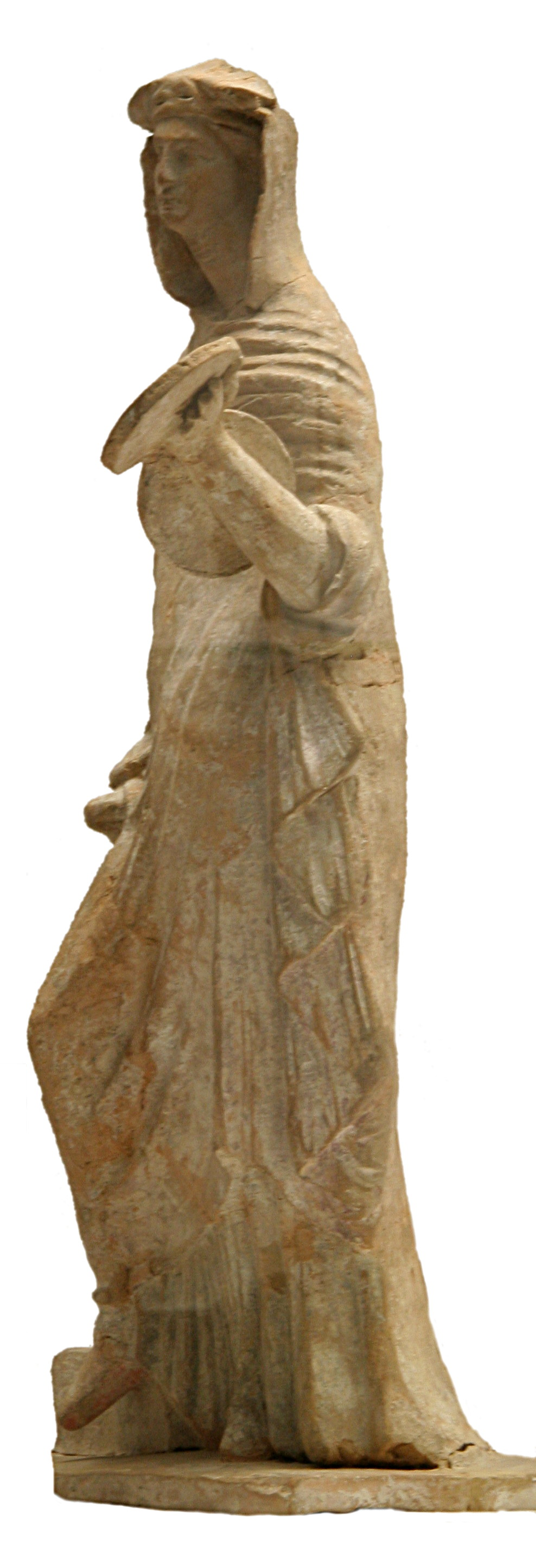
페플로스

페플로스(Peplos)는 고대 그리스 여성들이 어깨에 걸쳐 입던 주름잡힌 긴 상의이다.

## 같이 보기
- 고대 그리스의 의상